# George Clarke
George Clarke, 1. baron Sydenham of Combe (ur. 4 lipca 1848 w Swinderby, zm. 7 lutego 1933 w Londynie) – brytyjski żołnierz i administrator kolonialny, w latach 1901-1903 gubernator Wiktorii, od 1913 par dziedziczny.

## Życiorys

### Młodość i kariera wojskowa
Pochodził z hrabstwa Lincolnshire. Ukończył studia w Królewskiej Akademii Wojskowej w Woolwich (dziś część Londynu), a następnie wstąpił do wojsk inżynieryjnych British Army. Służył głównie w Egipcie i Sudanie. W latach 1885–1892 był sekretarzem Komitetu Obrony Kolonialnej, zajmującego się planowaniem działań obronnych w posiadłościach brytyjskich na całym świecie. Był także sekretarzem wspólnej komisji British Army i Royal Navy, mającej poprawić współdziałanie obu tych rodzajów wojsk. Od 1883 był również wziętym publicystą prasowym. W latach 1894–1901 dowodził jednostką w Woolwich zajmują się m.in. produkcją lawet armatnich. W 1901 przeszedł w stan spoczynku w stopniu pułkownika.

### Administrator kolonialny
Po opuszczeniu armii krótko zasiadał w komitecie ds. reorganizacji Ministerstwa Wojny, po czym otrzymał nominację na gubernatora Wiktorii. W 1903 jego kadencja została przedwcześnie przerwana, ponieważ został wezwany do Londynu, gdzie wrócił na stanowisko wysokiej rangi cywilnego urzędnika Ministerstwa Wojny. W 1907 ponownie znalazł się w służbie kolonialnej jako gubernator Bombaju. W 1913 przeszedł na emeryturę.

### Późniejsze życie
Wkrótce po powrocie do Anglii Clarke został kreowany dziedzicznym członkiem Izby Lordów jako baron Sydenham of Combe (potocznie lord Sydenham). W latach 1913–1915 przewodniczył komisji królewskiej badającej problem rozprzestrzeniania się chorób wenerycznych. Z kolei w latach 1915-1916 stał na czele trybunału rozpatrującego odwołania od decyzji komisji poborowych w całym kraju. Do końca życia pozostał aktywnym parlamentarzystą i publicystą, z wiekiem przyjmując coraz bardziej konserwatywne poglądy. Zmarł w lutym 1933 w wieku 84 lat. Był bezdzietny, wobec czego jego tytuł lordowski wygasł wraz z jego śmiercią.

## Odznaczenia
W 1887 otrzymał Order św. Michała i św. Jerzego klasy Komandor, zaś w 1893 został awansowany do klasy Rycerz Komandor, co uprawniało go do dopisywania przed nazwiskiem tytułu Sir (przy czym, zgodnie z zasadami brytyjskiej tytulatury, zaprzestał tego po otrzymaniu kreacji lordowskiej). W 1905 otrzymał Order św. Michała i św. Jerzego najwyższej klasy Rycerz Wielkiego Krzyża. W 1907 został Rycerzem Wielkim Komandorem Orderu Cesarstwa Indyjskiego, zaś w 1911 otrzymał Order Gwiazdy Indii klasy Rycerz Wielki Komandor. W 1917 został Rycerzem Wielkiego Krzyża Orderu Imperium Brytyjskiego.